# Забережье
Забережье (укр. Забережжя) — село в Богородчанской поселковой общине Ивано-Франковского района Ивано-Франковской области Украины.
Население по переписи 2001 года составляло 871 человек. Занимает площадь 9 км². Почтовый индекс — 77714. Телефонный код — 03471.